# Karl Pink
Karl Pink (Vienne, 18 juin 1884 – Vienne, 15 août 1965) est un numismate autrichien.

## Biographie
De 1905 à 1909, Kalr Pink étudie la philologie classique à l’université de Vienne. En 1910, il entre à l’abbaye de Wilhering de l’ordre cistercien, fait des études de théologie et est ordonné prêtre en 1914. Puis il enseigne le grec et le latin au gymnasium de Wilhering en Haute-Autriche.
À partir de 1928, il travaille au cabinet des monnaies du Musée d'Histoire de l'art de Vienne (Kunsthistorisches Museum). Il réorganise les collections anciennes selon les principes modernes et a procédé à une réorganisation de la documentation par sujet. Son champ de recherche porte sur les monnaies impériales romaines, particulièrement celles du IIIe siècle, et les monnaies celtes.
En 1933, Karl Pink à obtient de l'université de Vienne le diplôme de numismate avec son ouvrage Die Münzprägung der Ostkelten und ihrer Nachbarn (« Monnaies des Celtes de l'ouest et de leurs voisins »)
En 1938, après l'Anschluss, Karl Pink est mis à l’écart pour raisons politiques et raciales. Le 12 mars 1938, ses collègues en uniforme marron lui interdisent l’entrée du Kunsthistorisches Museum. Il ne peut plus assurer ses cours et ses travaux de numismatique à l'université de Vienne à partir de l’été 1938.
Après la guerre en 1945, il revient au Kunsthistorisches Museum comme conservateur des monnaies antiques, et enseigne comme titulaire à l'université de Vienne jusqu'en 1954.

## Œuvres
- (de) Karl Pink, « Die Münzprägung der Ostkelten und ihrer Nachbarn », Dissertationes Pannonicae ex Instituto Numismatico et Archaeologico Unwersitatis de Petro Pazmany nominatae Budapestiensis provenientes, iI no 15,‎ 1939.

Grenier Albert, « Notes de lecture de l'ouvrage ci-dessus », Revue des Études Anciennes, t. 43, nos 3-4,‎ 1941, p. 320-321 (lire en ligne).